# Théâtre de Jinbōchō

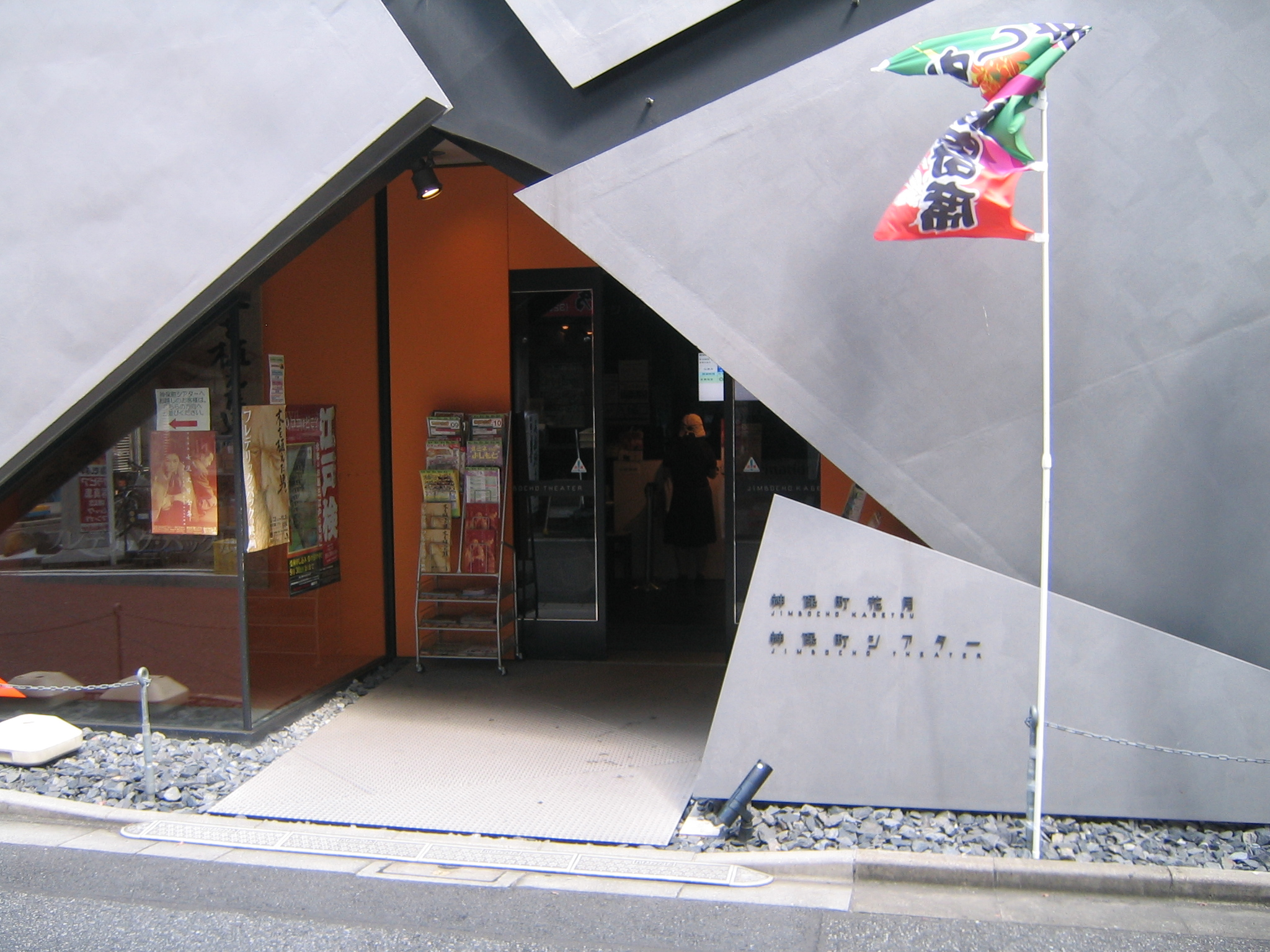
Théâtre Jinbōchō à Tokyo

Le théâtre de Jinbōchō (神保町シアター, Jinbōchō shiatā) est un complexe artistique comprenant un theatre, un cinéma et une salle de répétition, détenu et exploité par la maison d'édition Shogakukan dans le quartier Jinbōchō de l'arrondissement de Chiyoda à Tokyo. L'agence Nikken Sekkei en est le concepteur.